# دیوید لندر
دیوید لندر (انگلیسی: David Lander؛ زادهٔ ۲۲ ژوئن ۱۹۴۷-۴ دسامبر ۲۰۲۰) یک هنرپیشه اهل ایالات متحده آمریکا است.
از فیلم‌ها یا برنامه‌های تلویزیونی که وی در آن نقش داشته است می‌توان به مردی با یک کفش قرمز اشاره کرد.